# Wilhelm Carl Ferdinand von Ahlefeldt

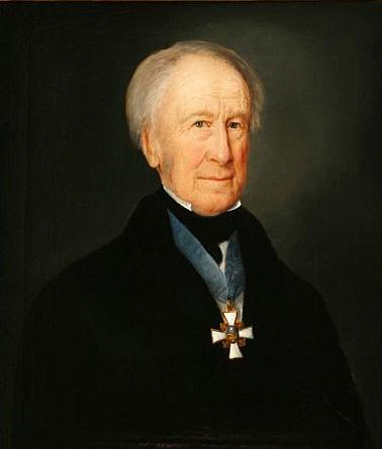
Wilhelm Carl Ferdinand Ahlefeldt-Laurvigen mit dem Kapitelkreuz

Wilhelm Carl Ferdinand Graf von Ahlefeldt-Laurvigen (auch: Carl Wilhelm Ferdinand von Ahlefeldt) (* 5. August 1769 in Bjørnemose Gods; † 24. Juni 1852 in  Birkelse Gods) war Domherr des Domkapitels des Lübecker Doms.

## Leben
Ahlefeldt war Herr auf der Insel Langeland und von Laurvigen in Norwegen und trug den Titel „Graf von Langeland und Laurvigen“.  Er war der dritte Sohn von Christian von Ahlefeldt-Laurvigen (1732–1791) und dessen Frau Elisabeth geb. Juel (1742–1803).
Schon im Alter von sechs Jahren erhielt er am 6. September 1775 eine Präbende am Lübecker Dom, die Victor Christian von Levetzow (* 1752) zu seinen Gunsten resigniert hatte, und wurde so Domherr. Er studierte 1791 an der Christian-Albrechts-Universität zu Kiel.
In erster Ehe war er ab 1798 mit Edel Dyre geb. Brockenhuus von Løwenhielm (1774–1804) verheiratet. Aus dieser Ehe gingen fünf Kinder hervor. Nach dem Tod seiner ersten Frau heiratete Ahlefeldt 1806 die bürgerliche Claudine Bang (1789–1838), die Tochter des Claus Bang (1740–1805) und dessen Frau Pallene Urne geb. Rosenvinge (1755–1812). Aus dieser Ehe entstammten ebenfalls fünf Kinder. 
Ahlefeldt war Träger des Dannebrogordens.